# خورخي بي. فارغاس
خورخي بي. فارغاس هو دبلوماسي فلبيني، ولد في 24 فبراير 1890 في باجو في الفلبين، وتوفي في 22 فبراير 1980 في مانيلا في الفلبين.

## وصلات خارجية
- خورخي بي. فارغاس على موقع أوليمبيديا (الإنجليزية)